# Serdar Özkan
Serdar Özkan (Düzce, 1 de enero de 1987) es un futbolista turco que juega en la posición de mediocampista.
Empezó su carrera deportiva en el Beşiktaş. Después fue cedido a distintos clubes turcos como el İstanbulspor, el A. Sebatspor o el Samsunspor. Todo ello le valió para tener una oportunidad en el primer equipo del Beşiktaş, de la mano del entrenador del conjunto turco; Ertuğrul Sağlam.
Estaba considerado como una de las mayores promesas del fútbol turco e incluso debutó con la selección turca a los 20 años. Su lengua materna es el inglés y sus mayores hobbies son la PlayStation o Internet, además de leer libros.

## Selección nacional
Fue internacional con la selección de fútbol de Turquía en tres ocasiones.

## Clubes
| Club                        | País    | Año       |
| --------------------------- | ------- | --------- |
| Beşiktaş J. K.              | Turquía | 2003-2010 |
| İstanbulspor (cedido)       | Turquía | 2005      |
| Akçaabat Sebatspor (cedido) | Turquía | 2005-2006 |
| Samsunspor (cedido)         | Turquía | 2007      |
| Galatasaray S. K.           | Turquía | 2010-2011 |
| MKE Ankaragücü              | Turquía | 2011      |
| Samsunspor                  | Turquía | 2012      |
| Şanlıurfaspor               | Turquía | 2012-2013 |
| Elazığspor                  | Turquía | 2013-2014 |
| Sivasspor                   | Turquía | 2014      |
| Eskişehirspor               | Turquía | 2014-2015 |
| Antalyaspor                 | Turquía | 2015-2017 |
| Gençlerbirliği S. K.        | Turquía | 2017-2018 |
| Antalyaspor                 | Turquía | 2018-2020 |
| Bursaspor                   | Turquía | 2020      |
| Adanaspor                   | Turquía | 2021      |